# Okręg wyborczy Cardiff South and Penarth
Okręg wyborczy Cardiff South and Penarth powstał w 1983 r. i wysyła do brytyjskiej Izby Gmin jednego deputowanego. Okręg obejmuje dzielnice Cardiff - Butetown, Grangetown, Llanrumney, Rumney, Splott oraz Trowbridge, a także czwartą część Penarth.

## Deputowani do brytyjskiej Izby Gmin z okręgu Cardiff South and Penarth
- 1983–1987: James Callaghan, Partia Pracy
- 1987– : Alun Michael, Co-operative Party